# Saint-Dos
 Saint-Dos  es una población y comuna francesa, en la región de Aquitania, departamento de Pirineos Atlánticos, en el distrito de Pau y cantón de Salies-de-Béarn.

## Demografía
| 190 | 180 | 154 | 139 | 141 | 140 |
| Para los censos de 1962 a 1999 la población legal corresponde a la población sin duplicidades (Fuente: INSEE [Consultar]) |     |     |     |     |     |